# Insterburger Kleinbahnen
| Strecke                                                   |      | Staatsbahn von Berlin–Königsberg (Kaliningrad)                       | Staatsbahn von Berlin–Königsberg (Kaliningrad)                       |
| Bahnhof                                                   | 0,0  | Insterburg Klbf (Tschernjachowsk)                                    | Insterburg Klbf (Tschernjachowsk)                                    |
| Abzweig ehemals geradeaus und nach links                  |      | Staatsbahn nach Eydtkuhnen/Eydtkau (Tschernyschewskoje) ( – Litauen) | Staatsbahn nach Eydtkuhnen/Eydtkau (Tschernyschewskoje) ( – Litauen) |
| Haltepunkt / Haltestelle (Strecke außer Betrieb)          | 3,3  | Insterburg-Heynehof                                                  | Insterburg-Heynehof                                                  |
| Haltepunkt / Haltestelle (Strecke außer Betrieb)          | 4,2  | Groß Siegmuntinnen/Siegmundsfelde Gut                                | Groß Siegmuntinnen/Siegmundsfelde Gut                                |
| Haltepunkt / Haltestelle (Strecke außer Betrieb)          | 5,3  | Groß Siegmuntinnen/Siegmundsfelde (Bajkal)                           | Groß Siegmuntinnen/Siegmundsfelde (Bajkal)                           |
| Haltepunkt / Haltestelle (Strecke außer Betrieb)          | 7,5  | Didlacken/Dittlacken Dorf (Telmanowo)                                | Didlacken/Dittlacken Dorf (Telmanowo)                                |
| Haltepunkt / Haltestelle (Strecke außer Betrieb)          | 9,1  | Didlacken/Dittlacken-Leitnershof                                     | Didlacken/Dittlacken-Leitnershof                                     |
| Haltepunkt / Haltestelle (Strecke außer Betrieb)          | 10,8 | Ischdagehlen/Brennersdorf (Matrossowo)                               | Ischdagehlen/Brennersdorf (Matrossowo)                               |
| Haltepunkt / Haltestelle (Strecke außer Betrieb)          | 13,0 | Schwirbeln/Güldenau                                                  | Schwirbeln/Güldenau                                                  |
| Haltepunkt / Haltestelle (Strecke außer Betrieb)          | 14,4 | Lenkutschen/Schleifenau (Kapustino)                                  | Lenkutschen/Schleifenau (Kapustino)                                  |
| Haltepunkt / Haltestelle (Strecke außer Betrieb)          | 15,9 | Lenkutschen/Schleifenau                                              | Lenkutschen/Schleifenau                                              |
| Haltepunkt / Haltestelle (Strecke außer Betrieb)          | 17,4 | Draupchen/Friedenau Nord (Maloje Kruschinino)                        | Draupchen/Friedenau Nord (Maloje Kruschinino)                        |
| Haltepunkt / Haltestelle (Strecke außer Betrieb)          | 19,1 | Draupchen/Friedenau Süd                                              | Draupchen/Friedenau Süd                                              |
| Haltepunkt / Haltestelle (Strecke außer Betrieb)          | 22,6 | Elkinehlen/Elken (Donskoje)                                          | Elkinehlen/Elken (Donskoje)                                          |
| Haltepunkt / Haltestelle (Strecke außer Betrieb)          | 24,4 | Tatarren (Tichomirowka)                                              | Tatarren (Tichomirowka)                                              |
| Bahnhof (Strecke außer Betrieb)                           | 26,7 | Warnascheln/Warnheide                                                | Warnascheln/Warnheide                                                |
| Abzweig geradeaus und nach rechts (Strecke außer Betrieb) |      | Kleinbahn nach Nordenburg (Krylowo)                                  | Kleinbahn nach Nordenburg (Krylowo)                                  |
| Abzweig geradeaus und nach links (Strecke außer Betrieb)  |      | Kleinbahn nach Piontken/Waldkerme (Kasatsche)                        | Kleinbahn nach Piontken/Waldkerme (Kasatsche)                        |
| Haltepunkt / Haltestelle (Strecke außer Betrieb)          | 29,2 | Escherischken/Schönfels (Irtyschskoje)                               | Escherischken/Schönfels (Irtyschskoje)                               |
| Haltepunkt / Haltestelle (Strecke außer Betrieb)          | 31,3 | Ernstburg (Sady)                                                     | Ernstburg (Sady)                                                     |
| Kopfbahnhof Streckenende (Strecke außer Betrieb)          | 32,3 | Trempen (Nowostrojewo)                                               | Trempen (Nowostrojewo)                                               |

| Strecke (außer Betrieb)                                   |      | Kleinbahn von Insterburg (Tschernjachowsk)    | Kleinbahn von Insterburg (Tschernjachowsk)    |
| Bahnhof (Strecke außer Betrieb)                           | 0,0  | Warnascheln/Warnheide                         | Warnascheln/Warnheide                         |
| Abzweig geradeaus und nach rechts (Strecke außer Betrieb) |      | Kleinbahn nach Nordenburg (Krylowo)           | Kleinbahn nach Nordenburg (Krylowo)           |
| Abzweig geradeaus und nach links (Strecke außer Betrieb)  |      | Kleinbahn nach Trempen (Nowostrojewo)         | Kleinbahn nach Trempen (Nowostrojewo)         |
| Haltepunkt / Haltestelle (Strecke außer Betrieb)          | 2,5  | Abscherningken/Dachshausen (Krasnoarmeiskoje) | Abscherningken/Dachshausen (Krasnoarmeiskoje) |
| Haltepunkt / Haltestelle (Strecke außer Betrieb)          | 6,3  | Albrechtau (Aljoschkino)                      | Albrechtau (Aljoschkino)                      |
| Haltepunkt / Haltestelle (Strecke außer Betrieb)          | 7,9  | Lehnthal (Cholmy)                             | Lehnthal (Cholmy)                             |
| Kopfbahnhof Streckenende (Strecke außer Betrieb)          | 10,2 | Piontken/Waldkerme (Kasatschje)               | Piontken/Waldkerme (Kasatschje)               |

| Strecke (außer Betrieb)                                  |      | Kleinbahn von Insterburg (Tschernjachowsk)      | Kleinbahn von Insterburg (Tschernjachowsk)      |
| Bahnhof (Strecke außer Betrieb)                          | 0,0  | Warnascheln/Warnheide                           | Warnascheln/Warnheide                           |
| Abzweig geradeaus und nach links (Strecke außer Betrieb) |      | Kleinbahn nach Trempen (Nowostrojewo)           | Kleinbahn nach Trempen (Nowostrojewo)           |
| Abzweig geradeaus und nach links (Strecke außer Betrieb) |      | Kleinbahn nach Piontken/Waldkerme (Kasatsche)   | Kleinbahn nach Piontken/Waldkerme (Kasatsche)   |
| Haltepunkt / Haltestelle (Strecke außer Betrieb)         | 2,4  | Adamsheide (Abelino)                            | Adamsheide (Abelino)                            |
| Haltepunkt / Haltestelle (Strecke außer Betrieb)         | 4,5  | Rogalwalde Gut (Pogranitschny)                  | Rogalwalde Gut (Pogranitschny)                  |
| Haltepunkt / Haltestelle (Strecke außer Betrieb)         | 6,6  | Rogalwalde Forst                                | Rogalwalde Forst                                |
| Haltepunkt / Haltestelle (Strecke außer Betrieb)         | 8,9  | Julienfelde (Jurjewo)                           | Julienfelde (Jurjewo)                           |
| Haltepunkt / Haltestelle (Strecke außer Betrieb)         | 10,6 | Abelischken/Ilmenhorst (Belkino)                | Abelischken/Ilmenhorst (Belkino)                |
| Haltepunkt / Haltestelle (Strecke außer Betrieb)         | 12,7 | Lonschken (Dnjeprowskoje)                       | Lonschken (Dnjeprowskoje)                       |
| Haltepunkt / Haltestelle (Strecke außer Betrieb)         | 14,8 | Wolfshöhe (Opuschki)                            | Wolfshöhe (Opuschki)                            |
| Haltepunkt / Haltestelle (Strecke außer Betrieb)         | 16,5 | Pollaschen/Reichenwald (Woroschilowo)           | Pollaschen/Reichenwald (Woroschilowo)           |
| Haltepunkt / Haltestelle (Strecke außer Betrieb)         | 17,6 | Charlottenruh                                   | Charlottenruh                                   |
| Haltepunkt / Haltestelle (Strecke außer Betrieb)         | 18,7 | Katzborn (Makejewka)                            | Katzborn (Makejewka)                            |
| Haltepunkt / Haltestelle (Strecke außer Betrieb)         | 21,0 | Adolfschlieben                                  | Adolfschlieben                                  |
| Haltepunkt / Haltestelle (Strecke außer Betrieb)         | 22,6 | Burgsdorff/Schönheim (Pawlinowo)                | Burgsdorff/Schönheim (Pawlinowo)                |
| Haltepunkt / Haltestelle (Strecke außer Betrieb)         | 23,6 | Nordenburg Stadtwald                            | Nordenburg Stadtwald                            |
| Abzweig ehemals geradeaus und von rechts                 |      | Staatsbahn von Königsberg (Kaliningrad)         | Staatsbahn von Königsberg (Kaliningrad)         |
| Bahnhof                                                  | 26,0 | Nordenburg Klbf (Krylowo)                       | Nordenburg Klbf (Krylowo)                       |
| Abzweig ehemals geradeaus und nach links                 |      | Staatsbahn nach Angerburg (Węgorzewo)           | Staatsbahn nach Angerburg (Węgorzewo)           |
| Strecke (außer Betrieb)                                  |      | Rastenburger Kleinbahnen nach Barten (Barciany) | Rastenburger Kleinbahnen nach Barten (Barciany) |

| Strecke                                                  |      | Staatsbahn von Berlin–Königsberg (Kaliningrad)                     | Staatsbahn von Berlin–Königsberg (Kaliningrad)                     |
| Bahnhof                                                  | 0,0  | Insterburg Klbf (Tschernjachowsk)                                  | Insterburg Klbf (Tschernjachowsk)                                  |
| Abzweig ehemals geradeaus und nach links                 |      | Staatsbahn nach Eydtkuhnen/Eydtkau (Tschernyschewskoje) (–Litauen) | Staatsbahn nach Eydtkuhnen/Eydtkau (Tschernyschewskoje) (–Litauen) |
| Haltepunkt / Haltestelle (Strecke außer Betrieb)         | 1,1  | Insterburg Gumbinnerstraße                                         | Insterburg Gumbinnerstraße                                         |
| Haltepunkt / Haltestelle (Strecke außer Betrieb)         | 2,9  | Insterburg Göringstraße                                            | Insterburg Göringstraße                                            |
| Haltepunkt / Haltestelle (Strecke außer Betrieb)         | 4,4  | Insterburg-Luxenberg                                               | Insterburg-Luxenberg                                               |
| Haltepunkt / Haltestelle (Strecke außer Betrieb)         | 8,1  | Georgenburg (Majowka)                                              | Georgenburg (Majowka)                                              |
| Haltepunkt / Haltestelle (Strecke außer Betrieb)         | 10,7 | Pagelienen (Perelesnoje)                                           | Pagelienen (Perelesnoje)                                           |
| Bahnhof (Strecke außer Betrieb)                          | 12,2 | Kauschen/Horstenau                                                 | Kauschen/Horstenau                                                 |
| Abzweig geradeaus und nach links (Strecke außer Betrieb) |      | Kleinbahn nach Wirbeln (Schaworonkowo)                             | Kleinbahn nach Wirbeln (Schaworonkowo)                             |
| Haltepunkt / Haltestelle (Strecke außer Betrieb)         | 15,3 | Klein Reckeitschen/Blüchersdorf                                    | Klein Reckeitschen/Blüchersdorf                                    |
| Haltepunkt / Haltestelle (Strecke außer Betrieb)         | 18,0 | Auxkallen/Ringelau                                                 | Auxkallen/Ringelau                                                 |
| Bahnhof (Strecke außer Betrieb)                          | 20,2 | Juckeln/Buchhof (Buchowo)                                          | Juckeln/Buchhof (Buchowo)                                          |
| Abzweig geradeaus und nach links (Strecke außer Betrieb) |      | Kleinbahn nach Mehlauken/Liebenfelde (Ostpr.) (Salessje)           | Kleinbahn nach Mehlauken/Liebenfelde (Ostpr.) (Salessje)           |
| Haltepunkt / Haltestelle (Strecke außer Betrieb)         | 23,3 | Gerlauken/Waldfrieden-Moorbad (Fjodorowo)                          | Gerlauken/Waldfrieden-Moorbad (Fjodorowo)                          |
| Haltepunkt / Haltestelle (Strecke außer Betrieb)         | 24,8 | Gerlauken/Waldfrieden-Gründann                                     | Gerlauken/Waldfrieden-Gründann                                     |
| Haltepunkt / Haltestelle (Strecke außer Betrieb)         | 26,2 | Groß Aulowönen/Aulenbach (Kalinowka)                               | Groß Aulowönen/Aulenbach (Kalinowka)                               |
| Haltepunkt / Haltestelle (Strecke außer Betrieb)         | 27,9 | Eichhorn (Jablotschnoje)                                           | Eichhorn (Jablotschnoje)                                           |
| Haltepunkt / Haltestelle (Strecke außer Betrieb)         | 31,1 | Swainen (Sadowoje)                                                 | Swainen (Sadowoje)                                                 |
| Haltepunkt / Haltestelle (Strecke außer Betrieb)         | 31,8 | Bersziupchen/Bersziubchen/Birkenhausen                             | Bersziupchen/Bersziubchen/Birkenhausen                             |
| Haltepunkt / Haltestelle (Strecke außer Betrieb)         | 34,8 | Groß Aßnaggern/Grenzberg                                           | Groß Aßnaggern/Grenzberg                                           |
| Haltepunkt / Haltestelle (Strecke außer Betrieb)         | 35,8 | Oschweningken/Breitenhof                                           | Oschweningken/Breitenhof                                           |
| Haltepunkt / Haltestelle (Strecke außer Betrieb)         | 36,1 | Kletellen/Georgenheide (Uroschainoje)                              | Kletellen/Georgenheide (Uroschainoje)                              |
| Kopfbahnhof Streckenende                                 | 39,3 | Groß Skaisgirren/Kreuzingen Klbf (Bolschakowo)                     | Groß Skaisgirren/Kreuzingen Klbf (Bolschakowo)                     |
| Strecke                                                  |      | Staatsbahn Königsberg (Kaliningrad) – Tilsit (Sowetsk)             | Staatsbahn Königsberg (Kaliningrad) – Tilsit (Sowetsk)             |

| Strecke (außer Betrieb)                          |      | Kleinbahn Insterburg (Tschernjachowsk) – Groß Skaisgirren/Kreuzingen (Bolschakowo) | Kleinbahn Insterburg (Tschernjachowsk) – Groß Skaisgirren/Kreuzingen (Bolschakowo) |
| Bahnhof (Strecke außer Betrieb)                  | 0,0  | Kauschen/Horstenau                                                                 | Kauschen/Horstenau                                                                 |
| Haltepunkt / Haltestelle (Strecke außer Betrieb) | 1,6  | Kauschen/Horstenau Forst                                                           | Kauschen/Horstenau Forst                                                           |
| Haltepunkt / Haltestelle (Strecke außer Betrieb) | 3,3  | Myrtenhof I (Krylowo)                                                              | Myrtenhof I (Krylowo)                                                              |
| Haltepunkt / Haltestelle (Strecke außer Betrieb) | 4,2  | Myrtenhof II                                                                       | Myrtenhof II                                                                       |
| Haltepunkt / Haltestelle (Strecke außer Betrieb) | 5,0  | Myrtenhof III                                                                      | Myrtenhof III                                                                      |
| Haltepunkt / Haltestelle (Strecke außer Betrieb) | 6,7  | Berschkallen/Birken (Gremjatschje)                                                 | Berschkallen/Birken (Gremjatschje)                                                 |
| Haltepunkt / Haltestelle (Strecke außer Betrieb) | 9,4  | Papuschienen/Grauden (Romanschowo)                                                 | Papuschienen/Grauden (Romanschowo)                                                 |
| Haltepunkt / Haltestelle (Strecke außer Betrieb) | 13,3 | Albrechtshöfen                                                                     | Albrechtshöfen                                                                     |
| Kopfbahnhof Streckenende (Strecke außer Betrieb) | 14,3 | Wirbeln (Schaworonkowo)                                                            | Wirbeln (Schaworonkowo)                                                            |

| Strecke (außer Betrieb)                          |      | Kleinbahn Insterburg (Tschernjachowsk) – Groß Skaisgirren/Kreuzingen (Bolschakowo) | Kleinbahn Insterburg (Tschernjachowsk) – Groß Skaisgirren/Kreuzingen (Bolschakowo) |
| Bahnhof (Strecke außer Betrieb)                  | 0,0  | Juckeln/Buchhof (Ostpr) (Buchowo)                                                  | Juckeln/Buchhof (Ostpr) (Buchowo)                                                  |
| Haltepunkt / Haltestelle (Strecke außer Betrieb) | 1,2  | Juckeln/Buchhof (Ostpr)                                                            | Juckeln/Buchhof (Ostpr)                                                            |
| Haltepunkt / Haltestelle (Strecke außer Betrieb) | 2,5  | Ernstwalde (Nowaja Derewnja)                                                       | Ernstwalde (Nowaja Derewnja)                                                       |
| Haltepunkt / Haltestelle (Strecke außer Betrieb) | 4,4  | Lindenberg-Lindicken (Krasnoje)                                                    | Lindenberg-Lindicken (Krasnoje)                                                    |
| Haltepunkt / Haltestelle (Strecke außer Betrieb) | 6,2  | Lindenberg                                                                         | Lindenberg                                                                         |
| Haltepunkt / Haltestelle (Strecke außer Betrieb) | 8,0  | Wilkowischken/Wolfshof                                                             | Wilkowischken/Wolfshof                                                             |
| Haltepunkt / Haltestelle (Strecke außer Betrieb) | 10,7 | Budwallen/Budewald                                                                 | Budwallen/Budewald                                                                 |
| Haltepunkt / Haltestelle (Strecke außer Betrieb) | 13,5 | Popelken/Markthausen (Wyssokoje)                                                   | Popelken/Markthausen (Wyssokoje)                                                   |
| Haltepunkt / Haltestelle (Strecke außer Betrieb) | 15,5 | Mehlawischken/Liebenort                                                            | Mehlawischken/Liebenort                                                            |
| Haltepunkt / Haltestelle (Strecke außer Betrieb) | 16,7 | Danielshöfen                                                                       | Danielshöfen                                                                       |
| Haltepunkt / Haltestelle (Strecke außer Betrieb) | 18,8 | Patilschen/Kunzenrode (Oruscheinoje)                                               | Patilschen/Kunzenrode (Oruscheinoje)                                               |
| Haltepunkt / Haltestelle (Strecke außer Betrieb) | 21,1 | Mehlauken/Liebenfelde (Ostpr)                                                      | Mehlauken/Liebenfelde (Ostpr)                                                      |
| Abzweig ehemals geradeaus und von rechts         |      | Staatsbahn nach Tilsit (Sowetsk)                                                   | Staatsbahn nach Tilsit (Sowetsk)                                                   |
| Bahnhof                                          | 21,7 | Mehlauken/Liebenfelde (Ostpr) Klbf (Salessje)                                      | Mehlauken/Liebenfelde (Ostpr) Klbf (Salessje)                                      |
| Abzweig ehemals geradeaus und nach links         |      | Staatsbahn von Königsberg (Kaliningrad)                                            | Staatsbahn von Königsberg (Kaliningrad)                                            |

| Strecke                                          |      | Staatsbahn von Berlin–Königsberg (Kaliningrad)                          | Staatsbahn von Berlin–Königsberg (Kaliningrad)                          |
| Bahnhof                                          | 0,0  | Insterburg Klbf (Tschernjachowsk)                                       | Insterburg Klbf (Tschernjachowsk)                                       |
| Abzweig ehemals geradeaus und nach links         |      | Staatsbahn nach Eydtkuhnen/Eydtkau (Tschernyschewskoje) (–Litauen)      | Staatsbahn nach Eydtkuhnen/Eydtkau (Tschernyschewskoje) (–Litauen)      |
| Haltepunkt / Haltestelle (Strecke außer Betrieb) | 1,1  | Insterburg Gumbinnerstraße                                              | Insterburg Gumbinnerstraße                                              |
| Haltepunkt / Haltestelle (Strecke außer Betrieb) | 2,9  | Insterburg Göringstraße                                                 | Insterburg Göringstraße                                                 |
| Haltepunkt / Haltestelle (Strecke außer Betrieb) | 4,4  | Insterburg-Luxenberg                                                    | Insterburg-Luxenberg                                                    |
| Haltepunkt / Haltestelle (Strecke außer Betrieb) | 6,4  | Pieragienen/Angerlinde (Mitschurino)                                    | Pieragienen/Angerlinde (Mitschurino)                                    |
| Haltepunkt / Haltestelle (Strecke außer Betrieb) | 7,9  | Tammowischlen/Tammau (Timofejewka)                                      | Tammowischlen/Tammau (Timofejewka)                                      |
| Haltepunkt / Haltestelle (Strecke außer Betrieb) | 9,5  | Stobingen (Gussewka)                                                    | Stobingen (Gussewka)                                                    |
| Haltepunkt / Haltestelle (Strecke außer Betrieb) | 11,9 | Trakinnen/Tannenschlucht                                                | Trakinnen/Tannenschlucht                                                |
| Haltepunkt / Haltestelle (Strecke außer Betrieb) | 13,4 | Karalene/Luisenberg (Seljony Bor)                                       | Karalene/Luisenberg (Seljony Bor)                                       |
| Haltepunkt / Haltestelle (Strecke außer Betrieb) | 14,9 | Dwarischken/Eichenberg (Lesnoje)                                        | Dwarischken/Eichenberg (Lesnoje)                                        |
| Haltepunkt / Haltestelle (Strecke außer Betrieb) | 17,2 | Eichwalder Forst I                                                      | Eichwalder Forst I                                                      |
| Haltepunkt / Haltestelle (Strecke außer Betrieb) | 18,9 | Eichwalder Forst II                                                     | Eichwalder Forst II                                                     |
| Haltepunkt / Haltestelle (Strecke außer Betrieb) | 21,4 | Laugallen/Feldeck                                                       | Laugallen/Feldeck                                                       |
| Haltepunkt / Haltestelle (Strecke außer Betrieb) | 23,0 | Auxkallen/Hoheninster (Jasnopolskoje)                                   | Auxkallen/Hoheninster (Jasnopolskoje)                                   |
| Haltepunkt / Haltestelle (Strecke außer Betrieb) | 23,8 | Pelleningken/Strigengrund                                               | Pelleningken/Strigengrund                                               |
| Haltepunkt / Haltestelle (Strecke außer Betrieb) | 25,6 | Pelleningken/Strigengrund (Sagorskoje)                                  | Pelleningken/Strigengrund (Sagorskoje)                                  |
| Haltepunkt / Haltestelle (Strecke außer Betrieb) | 26,4 | Bindszohnen (Bindschohnen)/Binden (Smorodinowo)                         | Bindszohnen (Bindschohnen)/Binden (Smorodinowo)                         |
| Haltepunkt / Haltestelle (Strecke außer Betrieb) | 27,5 | Kaukern/Bärensprung (Sagorjewka)                                        | Kaukern/Bärensprung (Sagorjewka)                                        |
| Haltepunkt / Haltestelle (Strecke außer Betrieb) | 28,9 | Sauskeppen/Sausen (Koslowka)                                            | Sauskeppen/Sausen (Koslowka)                                            |
| Haltepunkt / Haltestelle (Strecke außer Betrieb) | 29,9 | Groß Niedbudszen (Groß Niebudschen)/Steinsee (Ostpr) (Seljonaja Dolina) | Groß Niedbudszen (Groß Niebudschen)/Steinsee (Ostpr) (Seljonaja Dolina) |
| Haltepunkt / Haltestelle (Strecke außer Betrieb) | 32,6 | Stablacken (Priosjornoje)                                               | Stablacken (Priosjornoje)                                               |
| Haltepunkt / Haltestelle (Strecke außer Betrieb) | 35,1 | Pleinlauken/Insterbrück (Rjabinowka)                                    | Pleinlauken/Insterbrück (Rjabinowka)                                    |
| Haltepunkt / Haltestelle (Strecke außer Betrieb) | 36,7 | Moulienen/Moulinen (Michailowka)                                        | Moulienen/Moulinen (Michailowka)                                        |
| Bahnhof (Strecke außer Betrieb)                  | 38,0 | Kraupischken/Breitenstein (Ostpr) (Uljanowo)                            | Kraupischken/Breitenstein (Ostpr) (Uljanowo)                            |
| Strecke (außer Betrieb)                          |      | Kleinbahn nach Ragnit (Neman)                                           | Kleinbahn nach Ragnit (Neman)                                           |

| Strecke (außer Betrieb)                          |      | Kleinbahn von Insterburg (Tschernjachowsk)     | Kleinbahn von Insterburg (Tschernjachowsk)     |
| Bahnhof (Strecke außer Betrieb)                  | 0,0  | Kraupischken/Breitenstein (Ostpr) (Uljanowo)   | Kraupischken/Breitenstein (Ostpr) (Uljanowo)   |
| Haltepunkt / Haltestelle (Strecke außer Betrieb) | 1,3  | Moulienen/Moulinen (Michailowka)               | Moulienen/Moulinen (Michailowka)               |
| Haltepunkt / Haltestelle (Strecke außer Betrieb) | 3,6  | Rucken                                         | Rucken                                         |
| Haltepunkt / Haltestelle (Strecke außer Betrieb) | 4,7  | Krauleidschen-Barsden/Erlenfeld-Barden         | Krauleidschen-Barsden/Erlenfeld-Barden         |
| Haltepunkt / Haltestelle (Strecke außer Betrieb) | 6,1  | Krauleidschen/Erlenfeld                        | Krauleidschen/Erlenfeld                        |
| Haltepunkt / Haltestelle (Strecke außer Betrieb) | 7,4  | Wiswainen                                      | Wiswainen                                      |
| Haltepunkt / Haltestelle (Strecke außer Betrieb) | 8,1  | Klein Wobben                                   | Klein Wobben                                   |
| Haltepunkt / Haltestelle (Strecke außer Betrieb) | 8,9  | Winterlinden                                   | Winterlinden                                   |
| Haltepunkt / Haltestelle (Strecke außer Betrieb) | 10,6 | Burkandten/Burental                            | Burkandten/Burental                            |
| Haltepunkt / Haltestelle (Strecke außer Betrieb) | 11,8 | Blendienen                                     | Blendienen                                     |
| Haltepunkt / Haltestelle (Strecke außer Betrieb) | 13,8 | Kullminnen/Kulmen (Kuibyschewo)                | Kullminnen/Kulmen (Kuibyschewo)                |
| Haltepunkt / Haltestelle (Strecke außer Betrieb) | 15,0 | Kullminnen/Kulmen Abbau                        | Kullminnen/Kulmen Abbau                        |
| Haltepunkt / Haltestelle (Strecke außer Betrieb) | 16,2 | Sausmertienen/Karlshof (Jermakowo/Luganskoje)  | Sausmertienen/Karlshof (Jermakowo/Luganskoje)  |
| Haltepunkt / Haltestelle (Strecke außer Betrieb) | 17,2 | Weedern (Talniki)                              | Weedern (Talniki)                              |
| Haltepunkt / Haltestelle (Strecke außer Betrieb) | 19,3 | Bludischken                                    | Bludischken                                    |
| Haltepunkt / Haltestelle (Strecke außer Betrieb) | 20,5 | Sobersken/Bersken (Walzowo)                    | Sobersken/Bersken (Walzowo)                    |
| Haltepunkt / Haltestelle (Strecke außer Betrieb) | 21,7 | Pötischken/Flachdorf (Iwowoje)                 | Pötischken/Flachdorf (Iwowoje)                 |
| Haltepunkt / Haltestelle (Strecke außer Betrieb) | 23,8 | Gudgallen (Gudkowo)                            | Gudgallen (Gudkowo)                            |
| Haltepunkt / Haltestelle (Strecke außer Betrieb) | 26,7 | Ragnit Vorstadt                                | Ragnit Vorstadt                                |
| Abzweig ehemals geradeaus und von links          |      | Staatsbahn von Stallupönen/Ebenrode (Nesterow) | Staatsbahn von Stallupönen/Ebenrode (Nesterow) |
| Bahnhof                                          | 28,5 | Ragnit Klbf (Neman)                            | Ragnit Klbf (Neman)                            |
| Abzweig geradeaus und nach rechts                |      | Staatsbahn nach Tilsit (Sowetsk)               | Staatsbahn nach Tilsit (Sowetsk)               |

Unter dem Namen Insterburger Kleinbahnen wurde ein Schmalspurnetz von rund 221 Kilometern Länge unterhalten, das von dem Eisenbahnknotenpunkt Insterburg im östlichen Teil der preußischen Provinz Ostpreußen ausging.

## Insterburger Kleinbahn-AG
Am 25. Juni 1900 wurde die Insterburger Kleinbahn-AG gegründet, an der der Preußische Staat, die Provinz Ostpreußen, die Kreise Insterburg, Niederung, Ragnit und Tilsit sowie die Bahnbaugesellschaft Lenz & Co. beteiligt waren.

## Stammnetz
Am 1. August 1902 wurden die ersten Teilstrecken in der Spurweite von 750 mm eröffnet. Ausgehend vom Kleinbahnhof Insterburg, der 1,15 Kilometer westlich des Staatsbahnhofs lag, führte eine Strecke nach Süden in den Kreis Darkehmen (1938–1946 Landkreis Angerapp) über Warnascheln (1938–1946 Warnheide) nach Trempen (32 km) mit einer Zweigbahn von Warnascheln nach Albrechtau/Piontken (1938–1946 Waldkerme, 10 km).
Die nördliche Strecke folgte im Stadtgebiet Insterburg zunächst der Staatsbahn in Richtung Tilsit. Dabei wurde der Haltepunkt Gumbinner Straße (früher: Bahnhofstraße) nahe dem „Hauptbahnhof“ bedient. Jenseits des Angerappflusses lag der Kleinbahnhof Luxenberg, wo die Strecke nach Osten abbog und entlang der Inster den Kopfbahnhof von Kraupischken (1938–1946 Breitenstein, 38 km) im Kreis Ragnit erreichte. Etwa 1 km davor in Moulinen lag die Abzweigung der Bahnstrecke nach Norden Richtung Ragnit Kleinbahnhof (27 km) an der Memel. Die Züge nach Ragnit fuhren separat im Kopfbahnhof Kraupischken ab. Der abgebildete Kursbuchplan zeigt nur die südliche Teilstrecke.
Eine Erweiterung des Netzes folgte am 12. November 1902 mit der in Luxenberg abzweigenden Strecke nach Groß Skaisgirren (1938–1946 Kreuzingen, 36 km) im Kreis Niederung an der Staatsbahn Tilsit–Königsberg. Sie teilte sich in Juckeln (1918–1946 Buchhof), wo ein Strang über Mehlauken (1938–1946 Liebenfelde) – ebenfalls an der Staatsbahn Tilsit–Königsberg – bis nach Piplin (1938–1946 Timberhafen, 28 km) im Landkreis Labiau abzweigte.
Während des Ersten Weltkrieges konnte noch am 27. März 1915 eine Stichbahn von Kauschen (1938–1946 Horstenau) nach Wirbeln (17 km) eröffnet werden und am 26. Juni 1917 die Querverbindung von Warnascheln nach Nordenburg Kleinbahnhof (26 km) im Kreis Gerdauen, wo Anschluss an die Staatsbahn und an die schmalspurigen Rastenburger Kleinbahnen bestand.
Im Stadtgebiet Insterburg wurde am 1. September 1909 eine Stichbahn von Luxenberg zum Pregeltor eröffnet, die anfangs auch dem Personenverkehr diente. Den Abschluss bildeten zwei Hafenbahnen, die dreischienig angelegt worden waren; ab 19. August 1926 eine 4 km lange Strecke vom Kleinbahnhof Insterburg zum Pregelhafen im Westen der Stadt und ab 1. Juli 1933 in Ragnit eine 3 km lange Hafenbahn.
Die Betriebsführung übernahm die Ostdeutsche Eisenbahn-Gesellschaft (ODEG).

## Weitere Bahnbetriebe
Die Insterburger Kleinbahn-AG erbaute und verwaltete im nördlichen Ostpreußen noch folgende Kleinbahnen, von denen eine normalspurig und eine teilweise elektrifiziert war:
- Elchniederungsbahn
- Kleinbahn Heydekrug–Kolleschen
- Kleinbahn Pogegen–Schmalleningken

Zusammen mit ihrem Stammnetz von 223 km besaß die Insterburger Kleinbahn-AG somit ein Schienennetz von 358 km Streckenlänge.

## Gründung der Ostpreußischen Kleinbahnen-AG
Die AG für Verkehrswesen versuchte die Kosten der Verwaltung ihrer Bahnen auch durch eine Straffung der Organisation zu senken. So wurden die folgenden Kleinbahngesellschaften, deren Aktienmehrheit ihr Eigentum war, mit Wirkung vom 30. Juni 1924 mit der Insterburger Kleinbahn-AG vereinigt, die gleichzeitig die Firma Ostpreußische Kleinbahnen AG erhielt:
| Kleinbahn                                              | Spurweite mm | Länge km | Datum                        |
| ------------------------------------------------------ | ------------ | -------- | ---------------------------- |
| Königsberger Kleinbahn                                 | 750          | 58,6     | 15. Januar 1900              |
| Lycker Kleinbahn-AG                                    | 1000         | 48,0     | 22. Oktober 1913             |
| Ortelsburger Kleinbahn                                 | 600          | 15,4     | 16. Juni 1920                |
| Rastenburger Kleinbahnen                               | 750          | 127,3    | 1. Mai 1898                  |
| Schloßberger Kleinbahnen früher Pillkaller Kleinbahnen | 1000         | 60,8     | 24. Dezember 1901            |
| Treuburger Kleinbahnen früher Oletzkoer Kleinbahnen    | 1000         | 43,1     | 18. September 1911           |
| Wehlau–Friedländer Kreisbahnen                         | 750          | 65,8     | 9. April 1898                |
| Kleinbahn Wöterkeim–Schippenbeil                       | 1435         | 5,0      | 30. Juni 1907 (erst ab 1930) |

Die neue Gesellschaft umfasste danach 777 km meist schmalspuriger Strecken, nur 21 km hatten normalspurige Gleise. Die obige Liste enthält Spurweite, Gesamtstreckenlänge und das Eröffnungsdatum der ersten Teilstrecke.

## Insterburger Kleinbahnen nach 1924
Unter der Bezeichnung Insterburger Kleinbahnen sind ab 1924 nur noch die Strecken des Stammnetzes zu verstehen, das danach durch zwei Hafenbahnen noch um 7 km gewachsen ist.
Der Personenverkehr auf der Schiene verlor mehr und mehr an Bedeutung, zumal die Ostdeutsche Eisenbahn-Gesellschaft mit ihren Bussen parallel laufende Linien einrichtete, die wesentlich kürzere Fahrzeiten erreichten als die Schmalspurbahnen. Erst während des Zweiten Weltkrieges nahm der Schienenverkehr wieder zu. Auch das Schienennetz selbst wurde noch einmal erweitert, als im Winter 1944/45 die Front immer näher rückte und die  Deutsche Reichsbahn den Raum Schlossberg (Pillkallen) nicht mehr erreichen konnte. Schließlich fuhr von dort ein letzter Zug auf der teilweise neu angelegten Schmalspurbahn über Insterburg und Nordenburg bis nach Rastenburg zurück. Mit dem Vorrücken der Roten Armee im Frühjahr 1945 wurde der Betrieb eingestellt, die Gleisanlagen wurden nach Übernahme der Gebiete durch die Sowjetunion demontiert.
Mit dem Netz der Rastenburger Kleinbahnen – 127 km Länge – hatte seit 1917 in Nordenburg eine Verbindung bestanden. So war das größte zusammenhängende Netz von Schmalspurbahnen in der Spurweite von 750 mm im Deutschen Reich entstanden, das mit rund 350 km Umfang sogar das von Mügeln in Sachsen übertraf.